# アマギテンナンショウ
アマギテンナンショウ（天城天南星、学名:Arisaema kuratae）は、サトイモ科テンナンショウ属の多年草。
小型の株は雄花序をつけ、同一のものが大型になると雌花序または両性花序をつける雌雄偽異株で、雄株から雌株に完全に性転換する。

## 特徴
地下に球茎があり、植物体の高さは15-30cmになる。偽茎部は葉柄より明らかに短く、ときに地上に出ないことがある。葉は1個または2個で、葉身は鳥足状に分裂し、小葉間の葉軸がやや発達する。小葉は5-7個になり、楕円形から長楕円形で、先端および基部はしだいにとがり、縁は全縁か、しばしば不整な粗い鋸歯がある。葉質はやや厚く、表面は暗緑色で、中脈に沿って白斑が生じることがある。
花期は、4-5月、葉と花序が伸び、花序は葉の展開より遅れて開く。花序柄は葉柄と比べ著しく短く、偽茎部にやや傾いてつく。仏炎苞は紫褐色または緑色で、質は厚く革質。筒部は長さ3.5-5cm、基部に向かって淡色となり、上側に広い円筒形で、口辺部が狭く反曲する。舷部は三角状の広長卵形で長さ5-8.5cm、鋭頭になり、中央部は盛り上がり、3-5本のやや半透明な白い縦のすじがあり、中央のものがもっとも幅が広い。花序付属体は基部に柄があり、太い棒状になって白色または淡緑色になり、先端は径2.5-6mm、仏炎苞の筒口部よりやや高い。1つの子房に4-6個の胚珠がある。果実は秋に赤く熟す。染色体数は2n=28。

## 分布と生育環境
日本固有種。静岡県伊豆半島にのみに分布し、山地の林下の斜面に生育する。

## 名前の由来
和名アマギテンナンショウは、「天城天南星」の意。タイプ標本の採集地は静岡県賀茂郡東伊豆町の天城山南麓で、芹沢俊介 (1981) による命名。
種小名（種形容語）kuratae は、この植物を1949年頃に発見した植物学者の倉田悟への献名である。

## 種の保全状況評価
絶滅危惧IA類 (CR)（環境省レッドリスト）
（2019年、環境省）

- 静岡県（2020年）絶滅危惧種IA類(CR) [7]

2018年2月には、絶滅のおそれのある野生動植物の種の保存に関する法律（平成4年法律第75号）による国内希少野生動植物種に指定された。環境大臣の許可を受けて学術研究等の目的で採取等をしようとする場合以外は、採取、損傷等は禁止されている。併せて、商業的に個体の繁殖をさせることができる特定第一種国内希少野生動植物種に指定された。

## ギャラリー

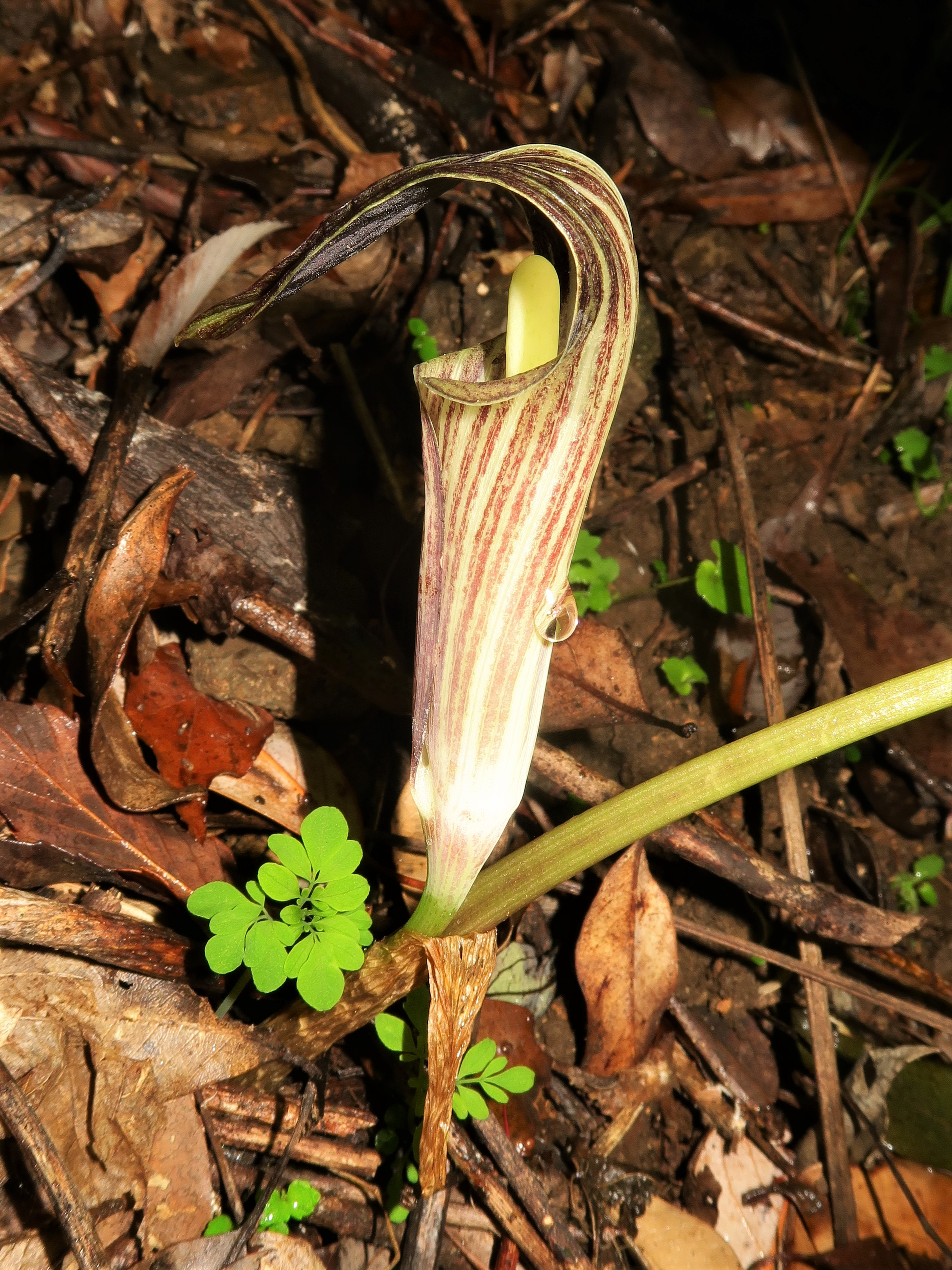
花序柄は偽茎部にやや傾いてつく。仏炎苞は紫褐色で、筒部は上側に広い円筒形で、口辺部が狭く反曲する。花序付属体は太い棒状で、白色になり、仏炎苞の筒口部よりやや高い。
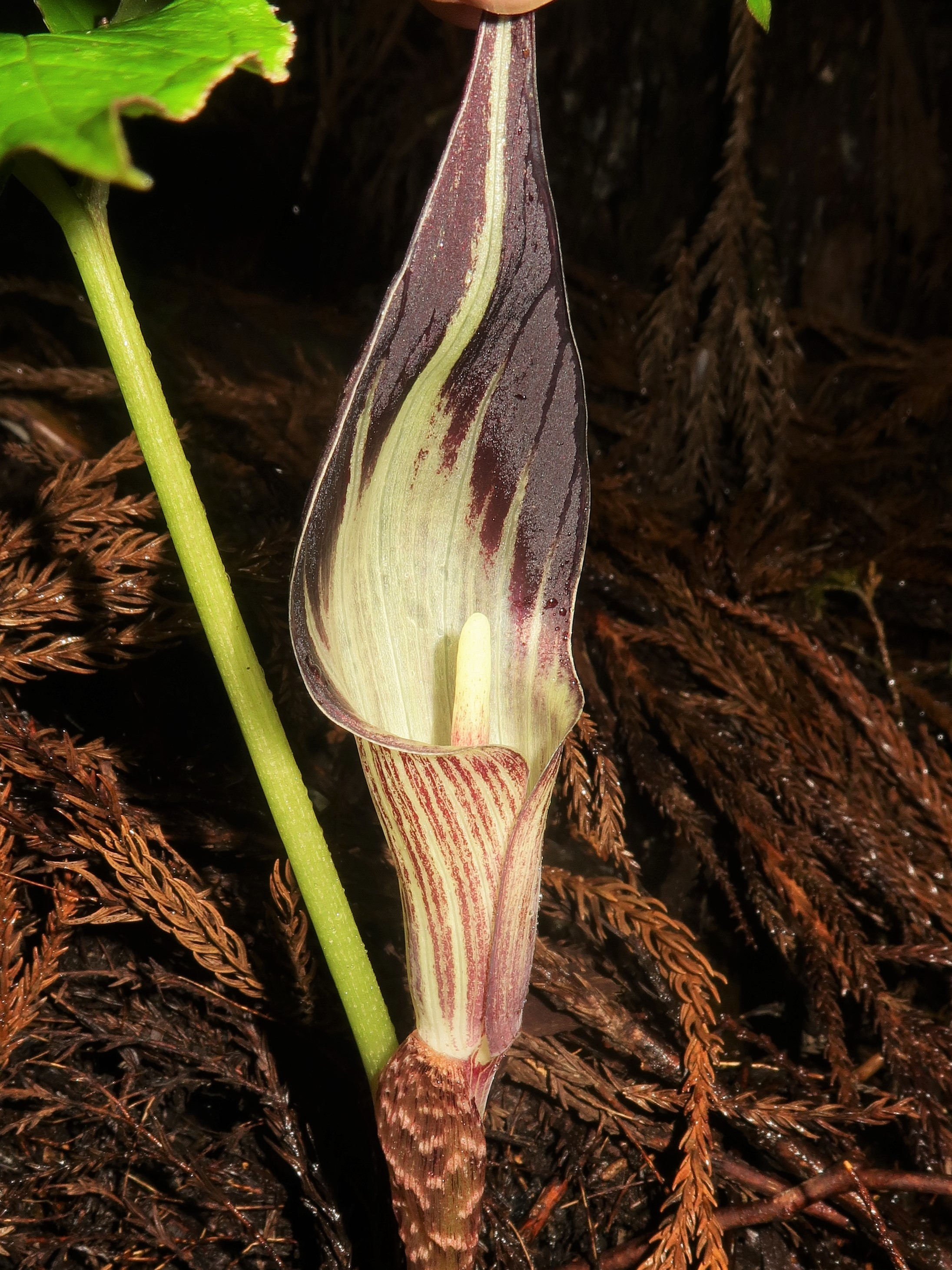
仏炎苞舷部は三角状の広長卵形で鋭頭になり、3-5本のやや半透明な白い縦のすじがあり、中央のものがもっとも幅が広い。
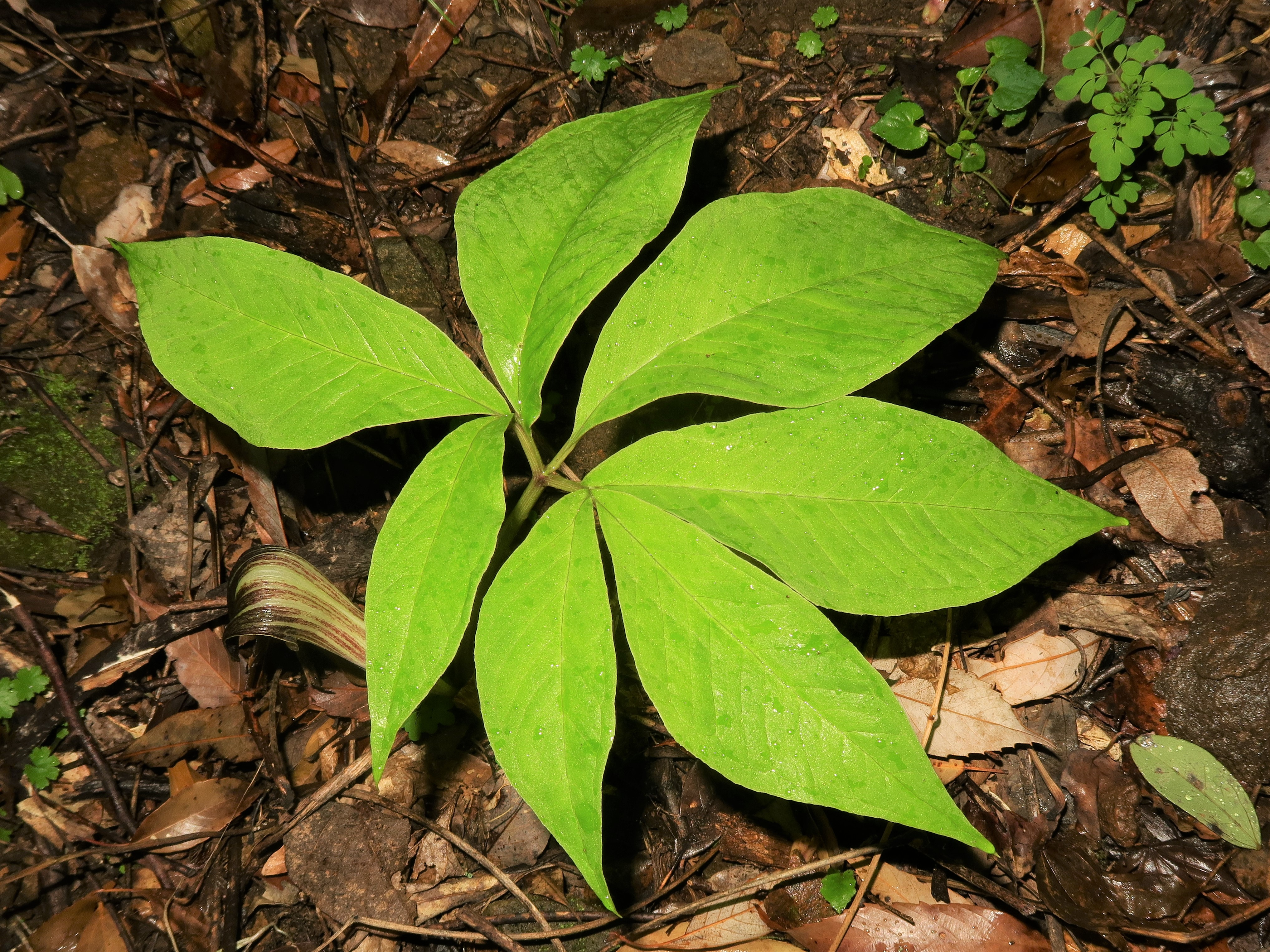
葉はふつう1個で、葉身は鳥足状に分裂し、小葉間の葉軸がやや発達し、小葉は5-7個になる。
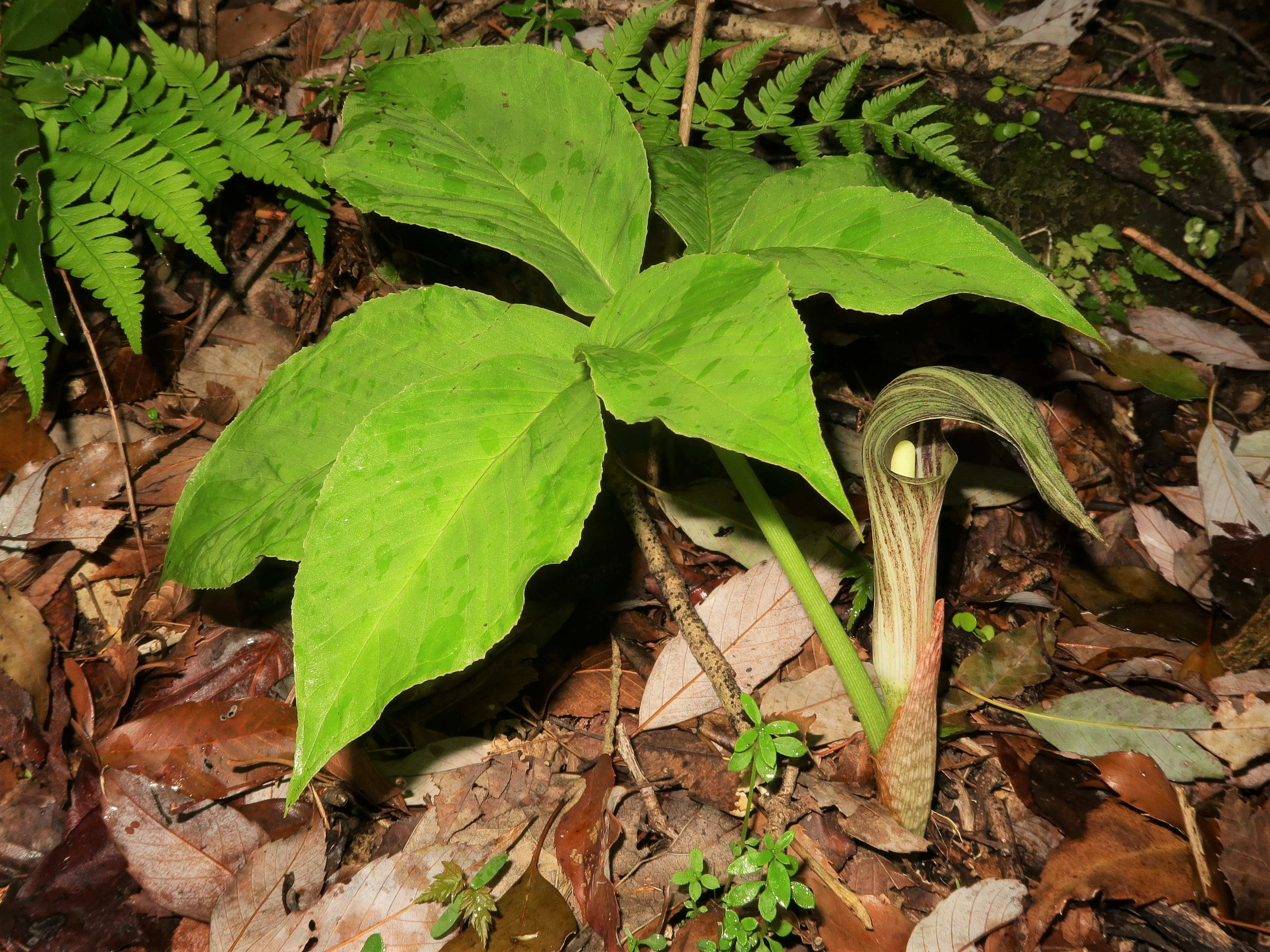
偽茎部は葉柄より明らかに短く、ときに地上に出ないことがある。
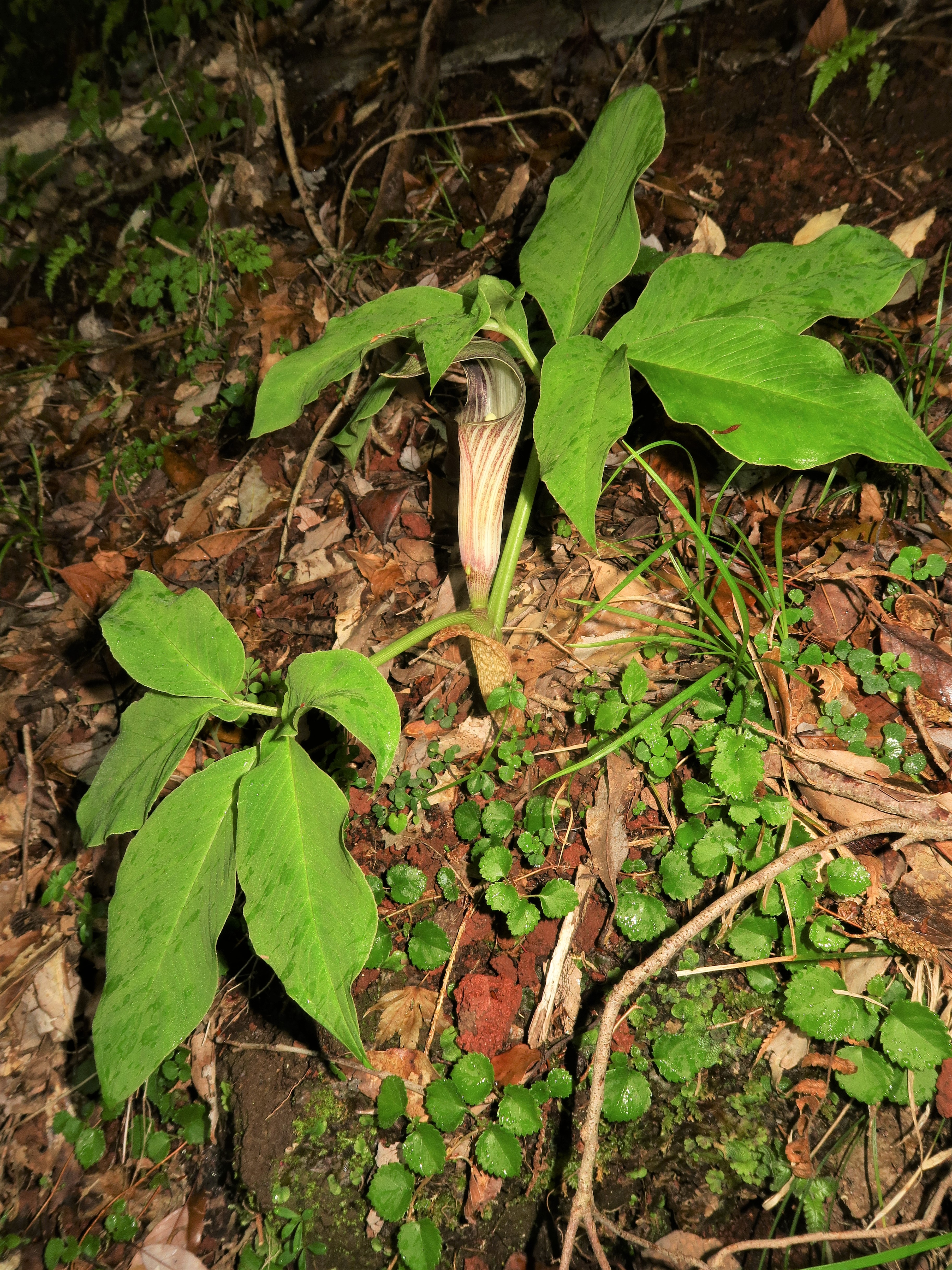
葉が2個ある個体。
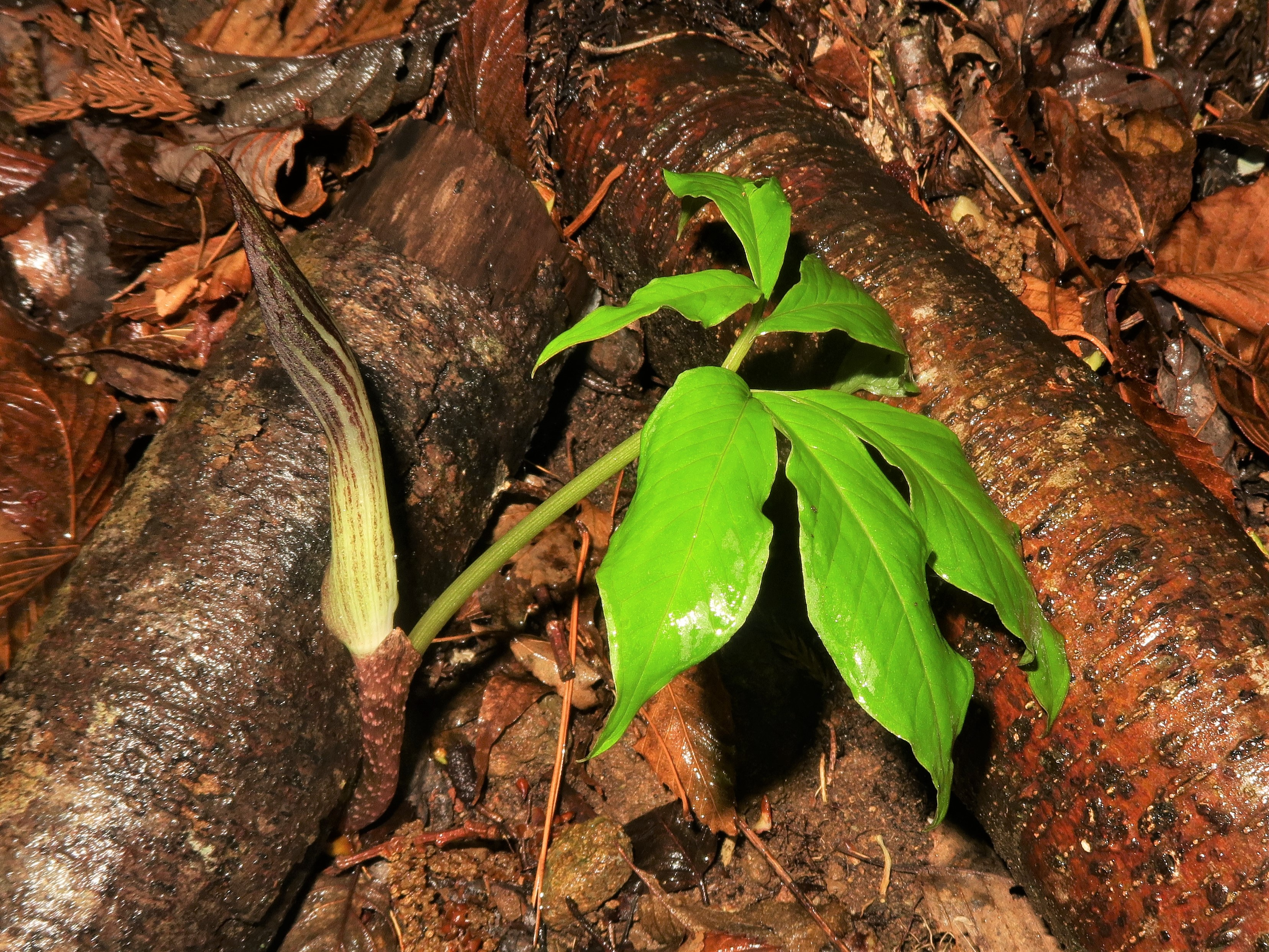
花序は葉の展開より遅れて開く。

## 近縁種
よく似る種に、九州に分布し、山地の林下に生育するキリシマテンナンショウ（別名、ヒメテンナンショウ）Arisaema sazensoo (Blume) Makino (1901)がある。同種は、仏炎苞の筒部の中部から上側で急に太くなり、口辺部が開出しない。それに対し、本種は、仏炎苞の筒部は上に向かって次第に広がり、急に太くなることはなく、口辺部は狭く開出する。